# Phai Phongsathon
Phai Phongsathon (en thaï ไผ่ พงศธร), né Prayoon Srijan (en thaï  ประยูร ศรีจันทร์), est un chanteur de musique traditionnelle thaïlandaise appelée luk thung,,, né le 12 juin 1982 dans la province de Yasothon en Thaïlande,.

## Biographie
Phai Phongsathon est chanteur depuis 2005. Il est également joueur de l'équipe de football de Yasothon depuis 2019.

## Discographie
- 2005 – Fon Rin Nai Mueng Luang (ฝนรินในเมืองหลวง)
- 2007 – Kam San Ya Khong Num Ban Nok (คำสัญญาของหนุ่มบ้านนอก)
- 2008 – Yak Bok Wa Ai Ngao (อยากบอกว่าอ้ายเหงา)
- 2009 – Yak Mee Thoe Pen Fan (อยากมีเธอเป็นแฟน)
- 2009 – Mee Thoe Jueng Mee Fan (มีเธอจึงมีฝัน)
- 2010 – Pen Phuen Mai Dai Hua Jai Yak Pen Fan (เป็นเพื่อนไม่ได้ หัวใจอยากเป็นแฟน)
- 2012 – Siea Jai Kree Krang Koea Yang Lueak Thoe (เสียใจกี่ครั้งก็ยังเลือกเธอ)
- 2013 – Tang Jai Tae Yang Pai Mai Thueng (ตั้งใจแต่ยังไปไม่ถึง)
- 2014 – Yaak Pen Kri Khon Nueng Thee Fan Thueng (ปอยากเป็นใครคนนั้นที่ฝันถึง)
- 2017 – Rak Tae Bo Dai Plae Waa Ngo (รักแท้บ่ได้แปลว่าโง่)
- 2018 – Thim Ai Wai Trong Nee La (ถิ่มอ้ายไว้ตรงนี้ล่ะ)